# Алборов, Игорь Олегович
И́горь Оле́гович Албо́ров (род. 30 ноября 1982) — российский и узбекский боксёр, представитель первой тяжёлой весовой категории. Выступал за сборные России и Узбекистана по боксу в первой половине 2000-х годов, бронзовый призёр чемпионата Азии, победитель и призёр турниров международного значения, участник летних Олимпийских игр в Афинах.

## Биография
Игорь Алборов родился 30 ноября 1982 года. Проходил подготовку под руководством заслуженного тренера России Николая Владимировича Павлова.
Впервые заявил о себе на международной арене в сезоне 1998 года, когда вошёл в состав российской национальной сборной и в зачёте полутяжёлой весовой категории одержал победу на чемпионате Европы среди кадетов в Юрмале.
В 1999 году поднялся в первый тяжёлый вес и на соревнованиях в Магнитогорске стал чемпионом России среди юниоров, был лучшим на европейском юниорском первенстве в Хорватии.
В 2000 году вновь выиграл юниорский чемпионат России, получил бронзовую медаль на чемпионате мира среди юниоров в Будапеште, уступив на стадии полуфиналов представителю Украины Джамалу Меджидову.
В 2001 году получил бронзу на Кубке России в Подольске, добавил в послужной список серебряную награду, добытую на всероссийском турнире «Олимпийские надежды» в Первоуральске.
На чемпионате России 2002 года в Ростове-на-Дону стал бронзовым призёром в зачёте первого тяжёлого веса. Принимал участие в Кубке мира в Астане, в том же сезоне одержал победу на международном турнире в Белграде.
На чемпионате России 2003 года в Ульяновске вновь стал бронзовым призёром в зачёте первого тяжёлого веса. Получил бронзу на Кубке Анвара Чоудри в Баку, проиграв в полуфинале соотечественнику Александру Алексееву.
Не сумев пробиться в основной состав российской национальной сборной, с 2004 года Игорь Алборов решил выступать за Узбекистан. Так, в составе узбекской команды он завоевал бронзовую медаль на чемпионате Азии в Пуэрто-Принсесе, выступил на чемпионате мира среди юниоров в Южной Корее. Занял первое место на азиатской олимпийской квалификации в Гуанчжоу и благодаря этой победе удостоился права защищать честь страны на летних Олимпийских играх в Афинах. Однако на Играх уже в стартовом поединке категории до 91 кг потерпел поражение от египтянина Мохамеда Эльсайеда и сразу же выбыл из борьбы за медали.
В мае 2018 года Верховным судом Карачаево-Черкесии был признан виновным по уголовному делу об убийстве двух человек и приговорён 9 годам лишения свободы с отбыванием срока наказания в колонии строгого режима.